# Plaza de los Presidentes Argentinos Cordobeses
La Plaza de los Presidentes Argentinos Cordobeses es un espacio verde de la ciudad de Córdoba, Argentina.

## Ubicación

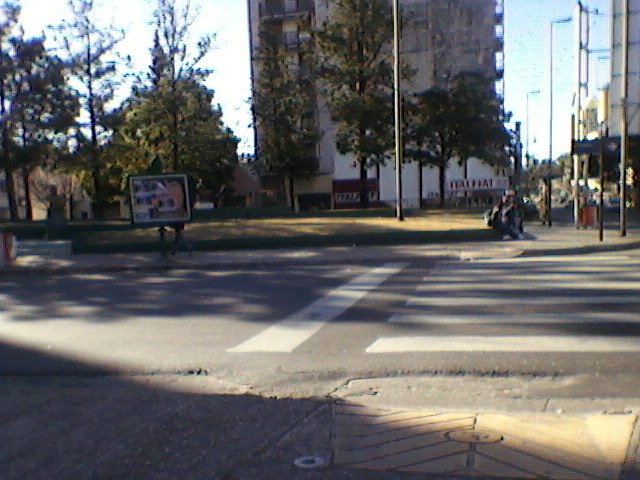
Vista de un sector de la plaza.

La plaza se encuentra en la intersección de la Avenida General Paz y la calle La Tablada, en el centro de la ciudad de Córdoba.
Está formada por cuatro plazas más pequeñas, cada una de las cuales rinde homenaje a uno de los cuatro mandatarios nacionales originarios de la provincia, los cuales son:
- Santiago Derqui
- Miguel Juárez Celman
- José Figueroa Alcorta
- Arturo U. Illia

Este último no era nativo de Córdoba, pero fue incluido como "cordobés por adopción", ya que residió gran parte de su vida en la ciudad de Cruz del Eje y desarrolló su labor médica y política en la provincia.

## Historia
En 1886 la Municipalidad de Córdoba creó en la intersección de la "calle Ancha" (hoy Av. Gral. Paz) y calle Tablada la Plaza General Paz, para ubicar en la misma un monumento ecustre al militar, el cual se inauguró el 18 de diciembre de 1887.

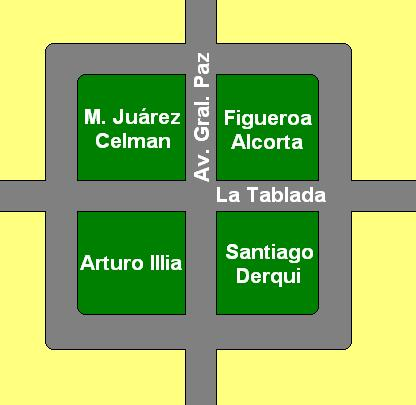
Ubicación de los bustos en la plaza.

Allí permaneció por más de ochenta años, hasta que en 1970 el comisionado municipal de la ciudad de Córdoba, el arquitecto Hugo F. Taboada, a fin de agilizar el tránsito en la avenida, decide eliminar la plaza trasladando la estatua a otra ubicación.
Se abrieron las dos calles, quedando formadas cuatro plazoletas en lo que antes fue la Plaza General Paz. En las mismas se colocaron algunas figuras escultóricas.
Si bien ni se impuso nombre alguno a las nuevas plazoletas ni se realizó ninguna remodelación, el conjunto fue conocido con nombres como "Plazoleta del Suquía".
El 10 de junio de 1990 el edil Bernardo Martín de la Unión Cívica Radical presentó en el Concejo Deliberante de la ciudad un proyecto en el cual proponía el nombre de "Plaza de los Presidentes de Córdoba". El 23 de septiembre de 1992 se sancionó la ordenanza N° 8787 que impuso el nombre de Plaza de los Presidentes Argentinos Cordobeses (suprimiendo cualquier nombre anterior), ordenando colocar sendos bustos de los mandatarios homenajeados, uno en cada plazoleta.
Pero ello no quedó más que en una ordenanza, ya que por muchos años la situación de la plaza fue la misma, hasta que se procedió a su cumplimiento cerca de 2010. 

### Toponimia
Los nombres oficiales que ha tenido son los de "Plaza General Paz" y el actual, "Plaza de los Presidentes Argentinos Cordobeses". Asimismo, fue conocida por muchos años como la "Plaza del Caballo" (debido al monumento ecuestre ubicado en ella entre 1887 y 1971) y luego, como "Plazoleta del Suquía". Hoy es también nombrada como "ex Plaza General Paz".

## Galería

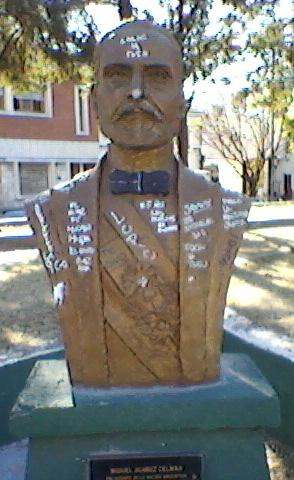
Busto de Miguel Juárez Celman